# Château d'Anserville
Le château d'Anserville est un château commencé  à la fin du XVIIIe siècle et terminé dans le courant du XIXe siècle  situé à Anserville, de l'Oise, en région Hauts-de-France en France. Le château fait l’objet d’une inscription au titre des monuments historiques depuis le 8 novembre 1990.

## Historique
Le château a été inscrit monument historique par arrêté du 8 novembre 1990.